# Campeonato Europeo de Ciclocrós de 2012
El X Campeonato Europeo de Ciclocrós se celebró en Ipswich (Reino Unido) el 3 de noviembre de 2012 bajo la organización de la Unión Europea de Ciclismo (UEC) y la Federación Británica de Ciclismo.

## Medallistas
| Evento   | Oro                     | Plata                            | Bronce                   |
| -------- | ----------------------- | -------------------------------- | ------------------------ |
| Femenino | Helen Wyman Reino Unido | Sanne van Paassen · Países Bajos | Nikki Harris Reino Unido |

### Femenino
| Puesto            | Ciclista                 | País         | Tiempo |
| ----------------- | ------------------------ | ------------ | ------ |
| Medalla de oro    | Helen Wyman              | Reino Unido  | 43:52  |
| Medalla de plata  | Sanne van Paassen        | Países Bajos | 43:52  |
| Medalla de bronce | Nikki Harris             | Reino Unido  | 44:16  |
| 4                 | Christel Ferrier-Bruneau | Francia      | 44:42  |
| 5                 | Sanne Cant               | Bélgica      | 45:06  |
| 6                 | Lucie Chainel            | Francia      | 45:18  |
| 7                 | Gabriella Durrin         | Reino Unido  | 45:22  |
| 8                 | Louise Robinson          | Reino Unido  | 45:52  |

| Predecesor: · Lucca 2011 · Italia | Campeonato Europeo de Ciclocrós X edición | Sucesor: · Mladá Boleslav 2013 · República Checa |

- Datos: Q14917755